# 学習まんが人物館
『学習まんが人物館』（がくしゅうまんがじんぶつかん）は、1996年から小学館が刊行している学習漫画形式の伝記シリーズ。例外として、現在生きている人物の伝記を、「学習まんが人物館スペシャル」として刊行されている。

## 本書の構成
本文
表題人物の出生から幼少期・青年期・壮年期を経て逝去（生存者は執筆時点の近況）に至るまでを順追って漫画で描く。
絵でたどる○○（表題人物）
この学習漫画で取り上げた偉人が描いたイラスト、もしくは表題人物に関係する写真や見取り図など取り上げるコーナー。
解説
漫画には取り上げてなかった詳しい事柄（バックグラウンドなど）を解説するコラム。写真・絵画と文章で紹介している。
学習人物ガイド
表題人物に関連する人々を8人紹介するコーナー。8人の人物が小学校の教科書で扱われている場合、その教科書出版社・教科・学年も紹介している。
○○の時代
表題人物の生涯を記した年表。その頃の日本と世界の出来事も掲載している。
○○が残したこと
表題人物の名言を一つ取り上げ、その名言の解説も掲載している。関係するイラストや写真も一つ掲載している。

## シリーズ
存命人物の巻も公式サイト上では刊行日順に掲載されているため、下記の一覧に含める（くまモンは人物ではないため公式サイトでもリストに含まれていない。）。
| タイトル                 | 作画           | シナリオ         | 監修               | 発売       |
| ------------------------ | -------------- | ---------------- | ------------------ | ---------- |
| ケネディ                 | 平松おさむ     | 菅谷淳夫         | 鳥越俊太郎         | 1996年2月  |
| 豊臣秀吉                 | 大林かおる     | 千葉幹夫         | 小和田哲男         | 1996年2月  |
| キュリー夫人             | あべさより     | 杉原めぐみ       | 竹内均             | 1996年3月  |
| 手塚治虫                 | 伴俊男         | 伴俊男           | 手塚プロダクション | 1996年3月  |
| エジソン                 | 小林たつよし   | 黒沢哲哉         | 竹内均             | 1996年4月  |
| 野口英世                 | みやぞえ郁雄   | 西原和海         | 関山英夫           | 1996年4月  |
| ヘレン・ケラー           | 高瀬直子       | 杉原めぐみ       | 加覧俊吉           | 1996年5月  |
| 植村直己                 | 本庄敬         | 滝田よしひろ     | 中出水勲           | 1996年5月  |
| モーツァルト             | 市川能里       | 鈴木悦夫         | 三枝成彰           | 1996年6月  |
| 本田宗一郎               | ひきの真二     | 毛利甚八         |                    | 1996年6月  |
| ローラ・インガルス       | 後藤ユタカ     | 菅谷淳夫         | 服部奈美           | 1996年7月  |
| 宮沢賢治                 | 村野守美       | 西原和海         | 畑山博             | 1996年7月  |
| ファーブル               | あべさより     | 黒沢哲哉         | 三木卓             | 1996年8月  |
| 南方熊楠                 | みやぞえ郁雄   | 千葉幹夫         | 荒俣宏             | 1996年8月  |
| アンネ・フランク         | 高瀬直子       | 杉原めぐみ       | 篠光子             | 1996年9月  |
| 円谷英二                 | 小林たつよし   | 野添梨麻         |                    | 1996年9月  |
| ゴッホ                   | 鈴木みつはる   | 黒沢哲哉         | 圀府寺司           | 1996年10月 |
| 与謝野晶子               | あべさより     | 菅谷淳夫         | 入江春行           | 1996年10月 |
| ナイチンゲール           | 真斗           | 黒沢哲哉         | 長谷川敏彦         | 1996年11月 |
| 高村光太郎・智恵子       | 村野守美       | 杉原めぐみ       | 北川太一           | 1996年12月 |
| マザー・テレサ           | あべさより     | 滝田よしひろ     | 沖守弘             | 1997年7月  |
| ベートーベン             | 市川能里       | 早野美智代       | 黒田恭一           | 1997年8月  |
| 藤子・F・不二雄          | さいとうはるお | 黒沢哲哉         | 藤子プロ           | 1997年9月  |
| 津田梅子                 | みやぞえ郁雄   | 菅谷淳夫         |                    | 1997年10月 |
| サン=テグジュペリ        | 平松おさむ     | 黒沢哲哉         | 鈴木一郎           | 1997年11月 |
| ダイアナ                 | 市川能里       | 菅谷淳夫         | 石井美樹子         | 1998年4月  |
| レーナ・マリア           | あべさより     |                  |                    | 1999年3月  |
| 杉原千畝                 | あべさより     | 稲垣收           | 渡辺勝正           | 2001年11月 |
| エリザベス女王           | 高瀬直子       | 菅谷淳夫         | 石井美樹子         | 2004年11月 |
| マリー・アントワネット   | 市川能里       | 黒沢哲哉         | 石井美樹子         | 2005年3月  |
| 松井秀喜                 | 山下東七郎     | 菅谷淳夫         | 広岡勲             | 2005年7月  |
| ナポレオン               | 小林たつよし   | 菅谷淳夫         | 小宮正弘           | 2008年7月  |
| ライト兄弟               | 大林かおる     | 今村恵子         | 鈴木真二           | 2008年7月  |
| コロンブス               | みやぞえ郁雄   | 佐口賢作         | 青木康征           | 2008年9月  |
| ショパン                 | 市川能里       | 黒沢哲哉         | 小坂裕子           | 2008年12月 |
| ガリレオ                 | 河合秀和       | 滝田よしひろ     | 渡部潤一           | 2009年7月  |
| シートン                 | 梶川卓郎       |                  | 富田京一           | 2009年9月  |
| 坂本龍馬                 | ながいのりあき |                  | 川口素生           | 2009年12月 |
| ダーウィン               | 松田辰彦       | 北村雄一         | 長谷川眞理子       | 2010年4月  |
| レオナルド・ダ・ヴィンチ | 小林たつよし   | 菅谷淳夫         | 池上英洋           | 2010年9月  |
| 西郷隆盛                 | 吉祥寺笑       | 黒沢哲哉         | 落合弘樹           | 2010年12月 |
| ジャンヌ・ダルク         | たまきちひろ   | 渡辺剛司         | 安達正勝           | 2011年3月  |
| クレオパトラ女王         | 梶川卓郎       |                  | 近藤二郎           | 2011年3月  |
| 八田與一                 | みやぞえ郁雄   | 平良隆久         | 許光輝             | 2011年5月  |
| 徳川家康                 | 小林たつよし   |                  | 小和田哲男         | 2011年11月 |
| 勝海舟                   | 万乗大智       |                  | 落合弘樹           | 2012年2月  |
| 織田信長                 | トミイ大塚     | 黒沢哲哉         | 小和田哲男         | 2012年7月  |
| スティーブ・ジョブズ     | 上川敦志       | 小口覺           | 大谷和利           | 2013年10月 |
| マルガレーテ・シュタイフ | かなき詩織     |                  | 佐藤豊彦           | 2015年8月  |
| 真田幸村                 | 大谷じろう     | 三条和都         | 山本博文           | 2016年3月  |
| ルイ・ブライユ           | 新井隆広       | 広瀬浩二郎       | 大内進             | 2016年8月  |
| 広岡浅子                 | 大谷じろう     |                  | 原口泉             | 2017年5月  |
| 知里幸恵とアイヌ         | ひきの真二     | 三条和都         | ムカシ玩具舞香     | 2017年11月 |
| 伊藤博文                 | 岩田やすてる   |                  | 季武嘉也           | 2017年12月 |
| 伊達政宗                 | 高枝景水       |                  | 本郷和人           | 2018年3月  |
| 木戸孝允（桂小五郎）     | 坂倉彩子       |                  | 落合弘樹           | 2018年4月  |
| 大久保利通               | 大谷じろう     |                  | 落合弘樹           | 2018年4月  |
| 田尻智                   | 田中顕         | 菊田洋之（構成） |                    | 2018年5月  |
| 嘉納治五郎               | 高田靖彦       | 上野直彦         | 真田久             | 2018年6月  |
| 金栗四三                 | 大谷じろう     | 水野光博         |                    | 2018年12月 |
| 羽生善治                 | 金田達也       | 三条和都         | 羽生善治           | 2019年1月  |
| 平成の天皇               | てしろぎたかし | 祓川学           | 小田部雄次         | 2019年6月  |
| 安藤百福                 | 田中顕         | 水野光博         |                    | 2019年7月  |
| ネルソン・マンデラ       | 新井淳也       | サイトウケンジ   | 峯陽一             | 2019年8月  |
| 清少納言と紫式部         | 高梨みどり     |                  | 福家俊幸           | 2019年11月 |
| 明智光秀                 | 大谷じろう     | 三条和都         | 小和田哲男         | 2019年11月 |
| 渋沢栄一                 | 岩田やすてる   | 香川まさひと     |                    | 2020年12月 |
| 北里柴三郎               | やまざきまこと | 夏緑             |                    | 2021年12月 |
| 北条政子                 | さいとうしげき | 三条和都         |                    | 2021年12月 |
| 武田信玄と上杉謙信       | 高田靖彦       |                  | 黒田基樹           | 2024年1月  |
| 伊能忠敬                 | 柴崎侑弘       |                  | 星埜由尚           | 2024年2月  |
| 土方歳三と新選組         | 星野泰視       |                  | 落合弘樹           | 2024年2月  |
| 藤原道長                 | 田中顕         | 大野智史         | 倉本一宏           | 2024年2月  |
| エリザベス2世            | 今井康絵       | 日笠由紀         | 多賀幹子           | 2024年4月  |
| 高杉晋作                 | 岩田やすてる   |                  | 落合弘樹           | 2024年10月 |